# Builders of Castles
Builders of Castles è un film muto del 1917 diretto da Ben Turbett. È l'ultimo film girato da Miriam Nesbitt, che diede poi l'addio alle scene.

## Produzione
Il film fu prodotto dalla Thomas A. Edison.

## Distribuzione
Distribuito dalla K-E-S-E Service, il film uscì nelle sale cinematografiche statunitensi il 16 aprile 1917.